# Rajadell
Rajadell település Spanyolországban, Barcelona tartományban. Lakosainak száma 594 fő (2024).

## Földrajza
Rajadell Aguilar de Segarra, Fonollosa, Manresa, Sant Salvador de Guardiola és Castellfollit del Boix községekkel határos.

## Népesség
A település lakosságának változását az alábbi diagram mutatja:
| Lakosok száma | 167  | 711  | 710  | 618  | 286  | 455  | 496  | 528  | 548  | 594  |
|               | 1717 | 1887 | 1936 | 1960 | 1986 | 2004 | 2009 | 2014 | 2019 | 2024 |